# Лерхе, Эдуард Васильевич
Эдуард Васильевич Лерхе (27 сентября 1823 — 2 июня 1889) — государственный деятель Российской империи, Калужский, Новгородский губернатор, сенатор.

## Биография
В 1843 г. окончил Императорское училище правоведения, затем служил в Сенате (канцелярия 2-го отделения Третьего департамента). 15 декабря 1848 г. произведён в коллежские асессоры.
С 28 мая 1850 г. — губернский прокурор в Киеве. 10 июля 1852 г. произведён в надворные советники.
В 1854 г. перешёл на службу в Министерство внутренних дел, состоял чиновником по особым поручениям при министре внутренних дел С. С. Ланском. 20 февраля 1855 г. произведён в коллежские советники.
В 1856—1857 гг. — архангельский вице-губернатор, в 1857—1862 гг. — Новгородский вице-губернатор. 14 апреля 1858 г. произведён в статские советники, 29 июля 1860 г. — в действительные статские советники. Участвовал в организации работ по строительству Памятника 1000-летию России и организации торжеств.
В 1862 г. назначен Калужским губернатором. 14 декабря 1863 г. встречался с имамом Шамилем, определённым в Калугу на жительство; поддержал просьбу имама о замене пристава Пржецлавского.
После смерти жены выхлопотал освободившийся пост Новгородского губернатора — в Новгородской губернии у него было много родственников, и, по его словам, «…в кругу их осиротевшие дети найдут родительское попечение».
С 1864 по 1882 гг. — Новгородский губернатор. При нём в Новгородской губернии были проведены судебная и земская реформы, открыты реальное и техническое училища, мужская прогимназия, учительская семинария и несколько сельских школ. Будучи лютеранином, инициировал и способствовал строительству в Новгородской губернии двенадцати православных церквей. В Новгороде оборудовал спуски к реке и водоёмам, пустил фонтан на городской площади, а также благоустроил бульвар на набережной Волхова на Торговой стороне, в благодарность названный горожанами «Лерховским». Содействовал благотворительности: в обустройстве школ, в улучшении быта арестантов. Был председателем созданного 17 мая 1868 г. в Новгородской губернии общества попечения о больных и раненых, позднее переименованного в губернское общество Красного Креста.
3 ноября 1882 г. был назначен присутствовать в Сенате.
Умер в Санкт-Петербурге. Похоронен на Волковском лютеранском кладбище (могила не сохранилась).

### Семья
Жена — Елизавета Владимировна, урождённая Трубникова (1834 — 29.01.1918), дочь статского советника.
Дети: Василий (род. 25.12.1857), Георгий (род. 20.3.1859), Сергей (род. 6.5.1860), Зоя (род. 7.12.1861).

## Награды и признание
- Орден Святой Анны 2-й степени (31.10.1852); императорская корона к ордену (1855)
- Орден Святого Владимира 3-й степени (09.1862)
- Орден Святого Станислава 1-й степени (1865)
- Орден Святой Анны 1-й степени (1870)
- Почётный гражданин города Череповца (10 [23] ноября 1869) — за особенно оказанное внимание и содействие к процветанию города
- Почётный гражданин города Старая Русса (7.3.1873)[8].